# Dirk Matzer van Bloois

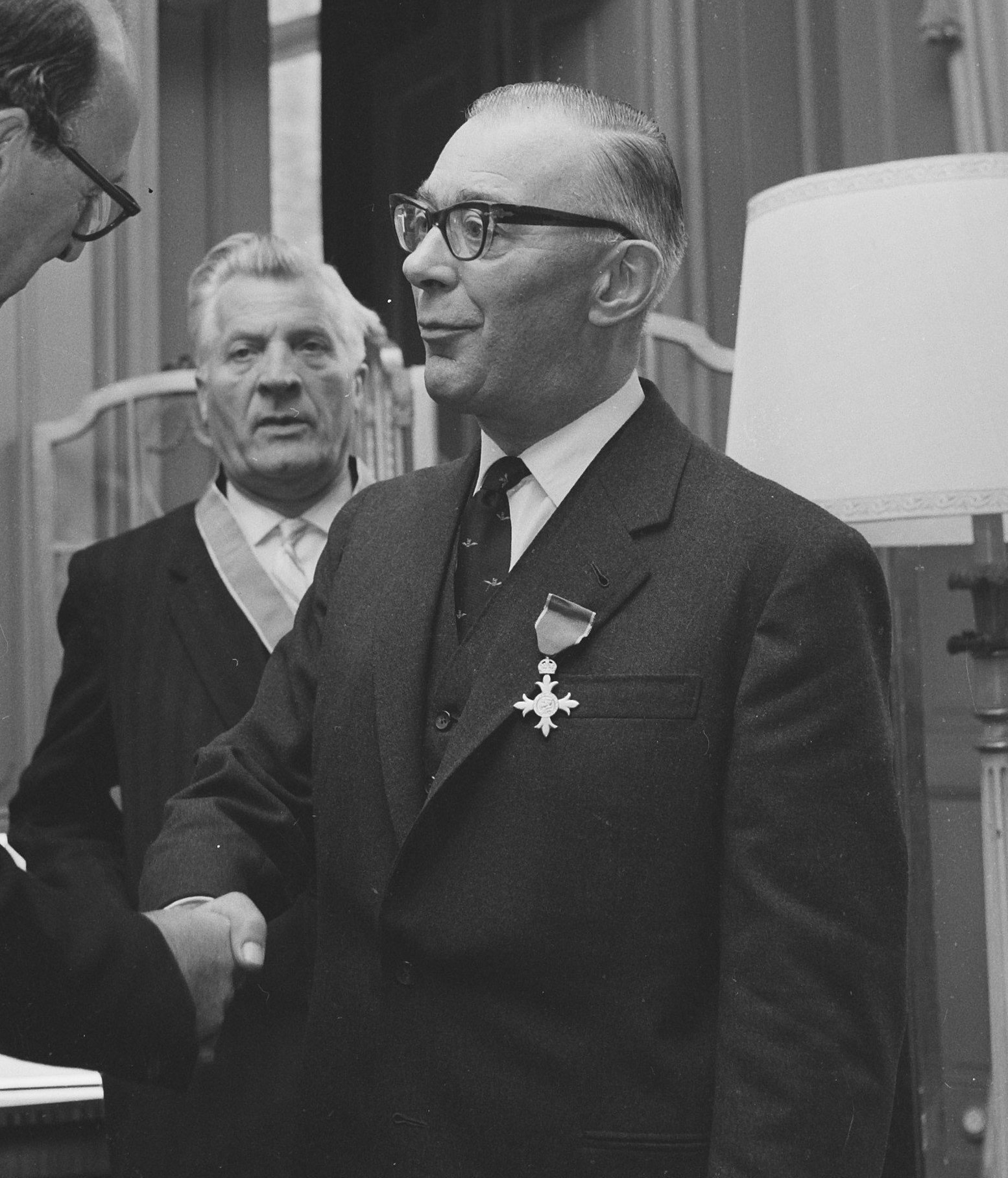
Burgemeester D. Matzer van Bloois na uitreiking versierselen van Officer in the Order of the British Empire (1965)

Dirk Matzer van Bloois (Zoelen, 23 december 1907 – Arnhem, 19 januari 1991) was een Nederlands politicus van de CHU.
Hij werd geboren als Dirk Matzer, zoon van ds. Herman Matzer, heer van Bloois (1871-1935) en diens eerste echtgenote Suzanna Cornelia Isebree Moens (1878-1924), telg uit het in het Nederland's Patriciaat opgenomen geslacht Moens. Hij studeerde af in de rechten en werd in 1935 wethouder in Wijhe. Later was hij advocaat en procureur in Haarlem. In mei 1942 werd Matzer van Bloois de burgemeester van Achtkarspelen als opvolger van Pier Eringa. Na de bevrijding keerde de intussen gepensioneerde Eringa enkele maanden terug als (waarnemend) burgemeester maar Matzer van Bloois mocht daarna blijkbaar aanblijven. In 1949 volgde diens benoeming tot burgemeester van de Gelderse gemeente Renkum. In januari 1973 ging hij daar met pensioen.
Mr. D. Matzer van Bloois was getrouwd met Alida Mina van Vliet (1912-1993) met wie hij verscheidene kinderen kreeg. In 1965 werd hij benoemd tot officier in de Orde van Oranje-Nassau. Begin 1991 overleed hij op 83-jarige leeftijd.